# ماسافومی یوکویاما
ماسافومی یوکویاما (به انگلیسی: Masafumi Yokoyama) بازیکن فوتبال اهل ژاپن و عضو تیم ملی فوتبال ژاپن است که در تاریخ ۲۳ اوت ۱۹۷۹ میلادی اولین بازی ملی‌اش را انجام داد. او در ۳۱ بازی ملی حضور داشت و آخرین بازی ملی خود را در تاریخ ۱۸ آوریل ۱۹۸۴ میلادی انجام داد. ماسافومی یوکویاما در بازی‌های ملی‌اش
۱۰ گل به ثمر رساند.